# Hélène Smith
Hélène Smith, pseudonimo di Catherine-Elise Müller (Martigny, 9 dicembre 1861 – Ginevra, 10 giugno 1929), è stata una sensitiva francese.
In grado di produrre scrittura automatica, sosteneva di essere la reincarnazione di Maria Antonietta e di essere in grado di comunicare con Victor Hugo e Cagliostro.
Fu studiata dallo psicologo Théodore Flournoy che nel 1900 scrisse Dalle Indie al pianeta Marte.